# Brieuc
Pour les articles homonymes, voir Saint-Brieuc.
Brieuc ou Brioc est, selon une construction littéraire et hagiographique tardive forgée à partir du XIe siècle, un moine breton, originaire  du pays de Galles, devenu premier évêque de Saint-Brieuc, ville de Bretagne continentale qui lui doit son nom. Il est l'un des Sept saints fondateurs de Bretagne, honoré dans le pèlerinage du Tro Breizh.
Les catholiques le fêtent le 1er mai.

## Étymologie
Saint Brieuc serait né au début du Ve siècle probablement dans le Ceredigion (Cardiganshire) au pays de Galles.
Saint Brieuc, Sant Brieg (en breton), est dénommé initialement Briomaglos. Une forme équivalente intermédiaire est Brimaël (ri, rio = roi ; magl, maglos, mael = prince). Son nom issu du breton « bri » (dignité, estime, noblesse) et de la terminaison adjective -euc, devenu eg en breton moderne, révèle ses origines patriciennes. Une forme hypocoristique (abrégé, tendre, amicale) est Brioc. La forme Breok, Breoke, de Cornouailles britannique, dérive de Brioc.
La Vita Briocii (Vie de saint Brieuc) rédigée au XIe siècle donne une étymologie populaire au nom de Brieuc. L'hagiographe relate l'annonce miraculeuse par un ange aux futurs parents du saint (Cerpus et Eldruda) : « Une nuit, l'ange du Seigneur se montra à Eldrude dans une vision : "Femme, lui dit-il, sors des ténèbres de l’idolâtrie, adore le Dieu du ciel, Créateur de toutes choses, et dans tes supplications, demande-lui de faire briller sur ton âme et celle de ton époux la lumière de la vérité. […] Tu l’appelleras Brieuc, c’est-à-dire béni du Seigneur" ».
Il ne faut pas confondre saint Brieuc avec saint Briac (cf. les communes de Bourbriac et Saint-Briac-sur-Mer). Le patronyme de Brieuc, et l'origine bretonne insulaire suggèrent qu'il a pu appartenir à une famille noble. Cela confirmerait l'émigration bretonne en Armorique de groupes de Bretons, sous la conduite des princes et du clergé. Les historiens ont longtemps privilégié l'hypothèse selon laquelle cette émigration étalée dans le temps à partir du Ve siècle, était liée uniquement à la colonisation de la Grande-Bretagne par les Anglo-Saxons. Il s'agit plus d'un mouvement diffus de moines d'origine aristocratique formés au pays de Galles ou d'Irlande, qui émigrent par vagues successives pour des raisons encore mal connues, et qui parcourent l'Armorique en y diffusant un christianisme celtique. Pour ce qui concerne le clergé, on a parlé de « saints organisateurs » et Brieuc apparaît être l'un d'eux.

## Hagiographie
Son hagiographie repose sur la Vita Briocii, récit rédigé vers 1050 vraisemblablement à l'abbaye Saint-Serge d'Angers où les reliques du saint ont été transférées sous le règne du roi breton Erispoë. Cette translation de reliques au moment des invasions normandes correspond peut-être à la volonté du roi de donner une relique insigne à l'abbaye dont il vient d'être investi en 851 par son traité d'Angers avec Charles le Chauve après la bataille de Jengland.
Ce récit d'un moine angevin — et non briochin — vise à exalter saint Brieuc aux dépens de saint Tugdual (premier évêque de Tréguier), peut-être pour attirer vers Angers les pèlerins qui, à Laval, allaient vénérer les reliques du fondateur de Tréguier et s'inscrit dans un contexte de concurrence entre établissements religieux et évêchés voisins. Depuis les Bollandistes, cette Vita a été étudiée par de nombreux érudits (Gilbert Hunter Doble (en), Dom Plaine), qui tous, à l'exception d'Arthur de La Borderie, ont été d'accord pour ne lui accorder aucune valeur historique, le récit fourmillant « de contradictions, d'anachronismes et d'erreurs ». Sur une mince trame historique, l'imagination de l'hagiographe a en effet brodé quantité d'épisodes qui ont gardé fort peu de rapports avec les faits historiques, construisant la légende briochine sur laquelle les travaux des chercheurs modernes ont progressivement discerné le souvenir de traditions païennes de la Bretagne insulaire, des emprunts à la Bible et des topos littéraires (emprunts à l′Énéide, la Vita Samsoni, la Vita Tugdualis et la Vita sancti Martini).
Brieuc serait né vers 409, de parents païens, dans le royaume breton connu alors sous le nom de Coriticiana regio et identifié au Ceredigion, dans ce qui est le pays de Galles d'aujourd'hui.
Comme d'autres enfants de la noblesse, son père le met très tôt en pension dans le monastère d’Ynys Pyr (île de Pyrus, aujourd'hui Caldey) où ont été formés Samson, Malo ou Gildas. Puis, à l'âge de 10 ans, il l'envoie en pension en Gaule auprès de saint Germain (il y aurait eu comme condisciple saint Patrick). L'auteur de la Vita aurait fait sciemment la confusion entre saint Germain d'Auxerre (429-447) et Germain de Paris (555-576), voulant surtout affirmer par la chronologie l'antériorité de Brieuc par rapport à Tugdual qu'elle présente d'ailleurs comme son neveu. Il y réalise son premier miracle. Alors qu'il va chercher de l'eau, il croise sur son chemin des lépreux qui font l'aumône. Par charité, il leur offre sa cruche d'eau. Se faisant sermonner à son retour au monastère par l'abbé saint Germain, Dieu lui envoie un vase en airain pour compenser la perte.

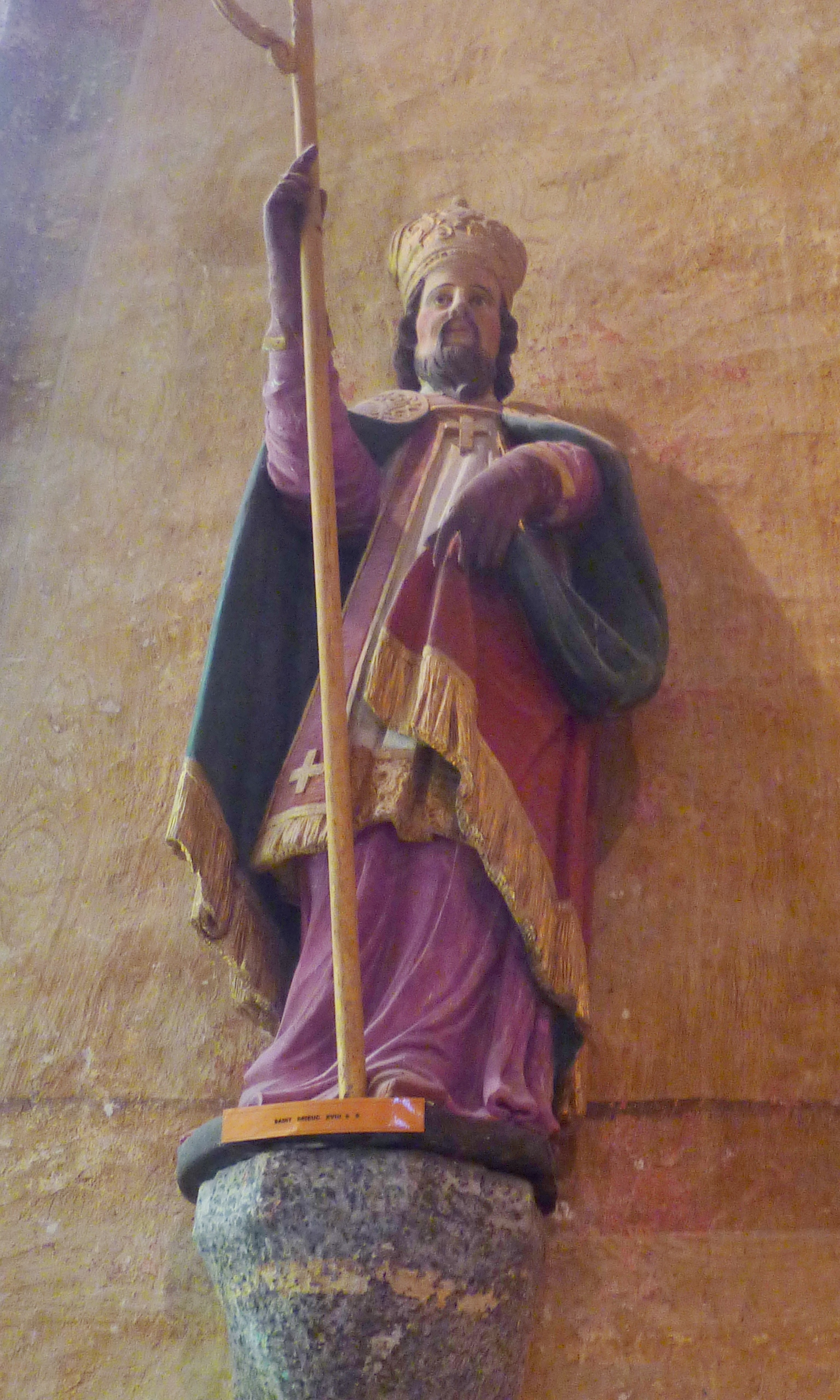
Statue de saint Brieuc, Plonivel, chapelle Saint-Brieuc.

Saint Germain l'ordonne prêtre en 447, puis le missionne ensuite en Cornouailles britannique pour convertir ses compatriotes. Toujours d'après la Vita Briocii, Brieuc y transforme les temples païens en églises et fonde des monastères où il transmet ce qu’on lui a appris. Puis vers 480, il s'embarque avec 175 de ses disciples et part évangéliser la Bretagne armoricaine continentale. Il aurait débarqué à l'Aber-Wrac'h pour venir fonder un monastère à Landebaëron dans le pays de Tréguier et dont il aurait laissé la direction à son neveu saint Tugdual. Là encore, le récit politique de la Vita vise à affirmer la primauté définitive de Brieuc sur Tugdual.
Sa Vita indique encore qu'il retourne dans son pays natal, à la demande de ses concitoyens, pour juguler une épidémie qui doit être la peste de Justinien de 547-550.
Vers 485, il revient en Bretagne armoricaine, débarque avec 80 moines à l'embouchure du Gouët. Il convertit son cousin le prince Riwal et l'ensemble de ses sujets du royaume de Domnonée, et y aurait fondé un autre monastère sur un terrain que lui donne Riwal, et qui serait devenu la ville de Saint-Brieuc. Selon la tradition, mauvais accueil et miracles alternent — selon les traditionnelles symboliques : victoire sur le mal et bienfaits de la charité — pour le laisser enfin établir un monastère au lieu-dit « le Champ-du-Rouvre » autour duquel naîtra une ville, Saint-Brieuc. En réalité, le récit de la Vita semble être une « véritable imposture », ce monastère côtier n'est fondé que dans le troisième quart du VIe siècle dans une région où s'est probablement constituée une marche franque dans le but d'endiguer la poussée des Bretons.
Il est mort vers 502. Une légende rapporte qu'à sa mort les autres moines voient le saint monter au ciel sous les traits d'une tourterelle.
En 1166 eut lieu la translation  du corps de saint Brieuc dans l'abbaye Saint-Serge-lès-Angers,.

## Postérité
Invoqué contre les calamités publiques, il était aussi le saint patron des fabricants de bourses, aumônières et porte-monnaie, probablement parce que cette industrie a autrefois fleuri dans la ville de Saint-Brieuc et que son hagiographe est revenu plusieurs fois sur ses actes de charité.

### Iconographie

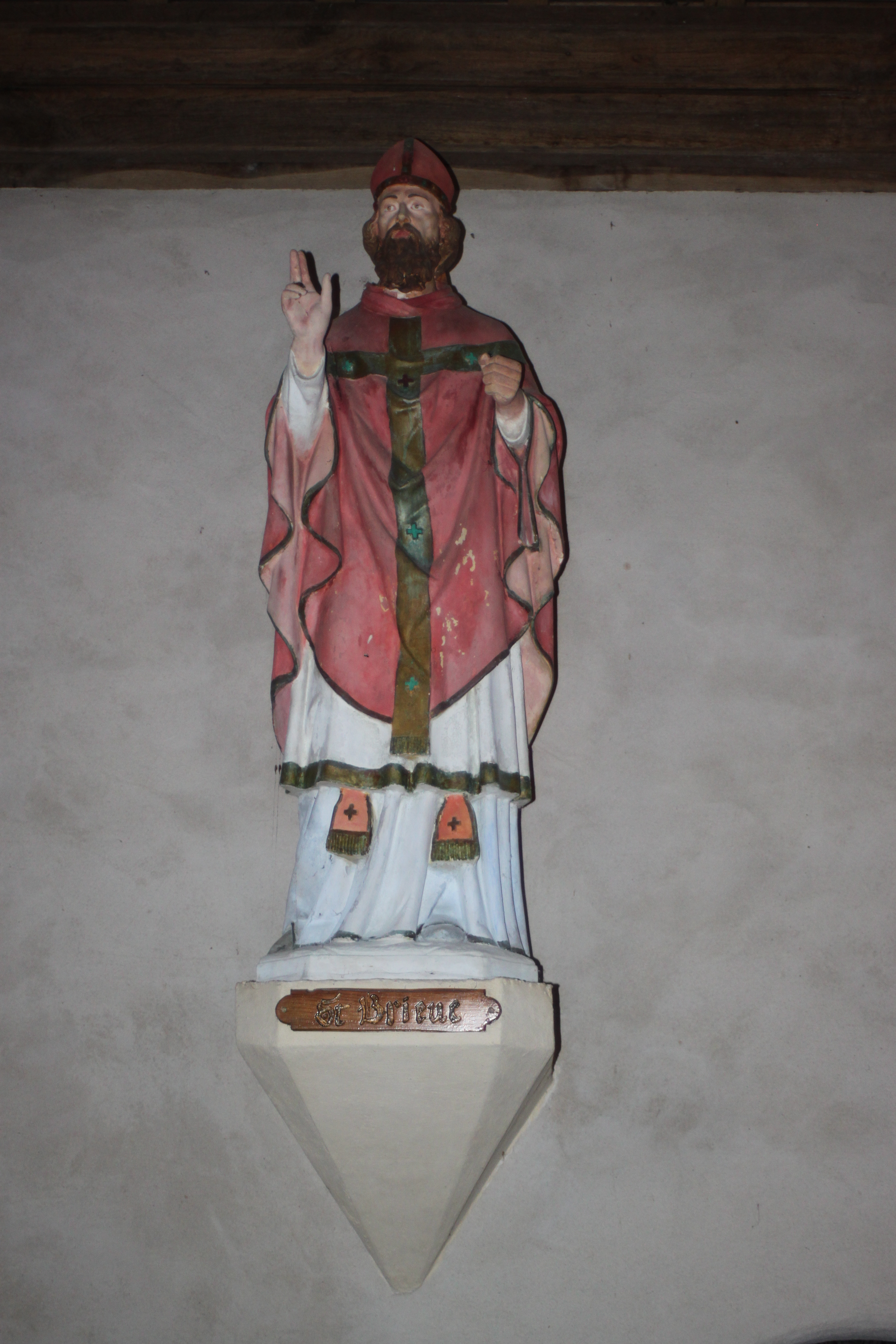
Statue de saint Brieuc, Erdeven (Morbihan), chapelle des Sept-Saints.

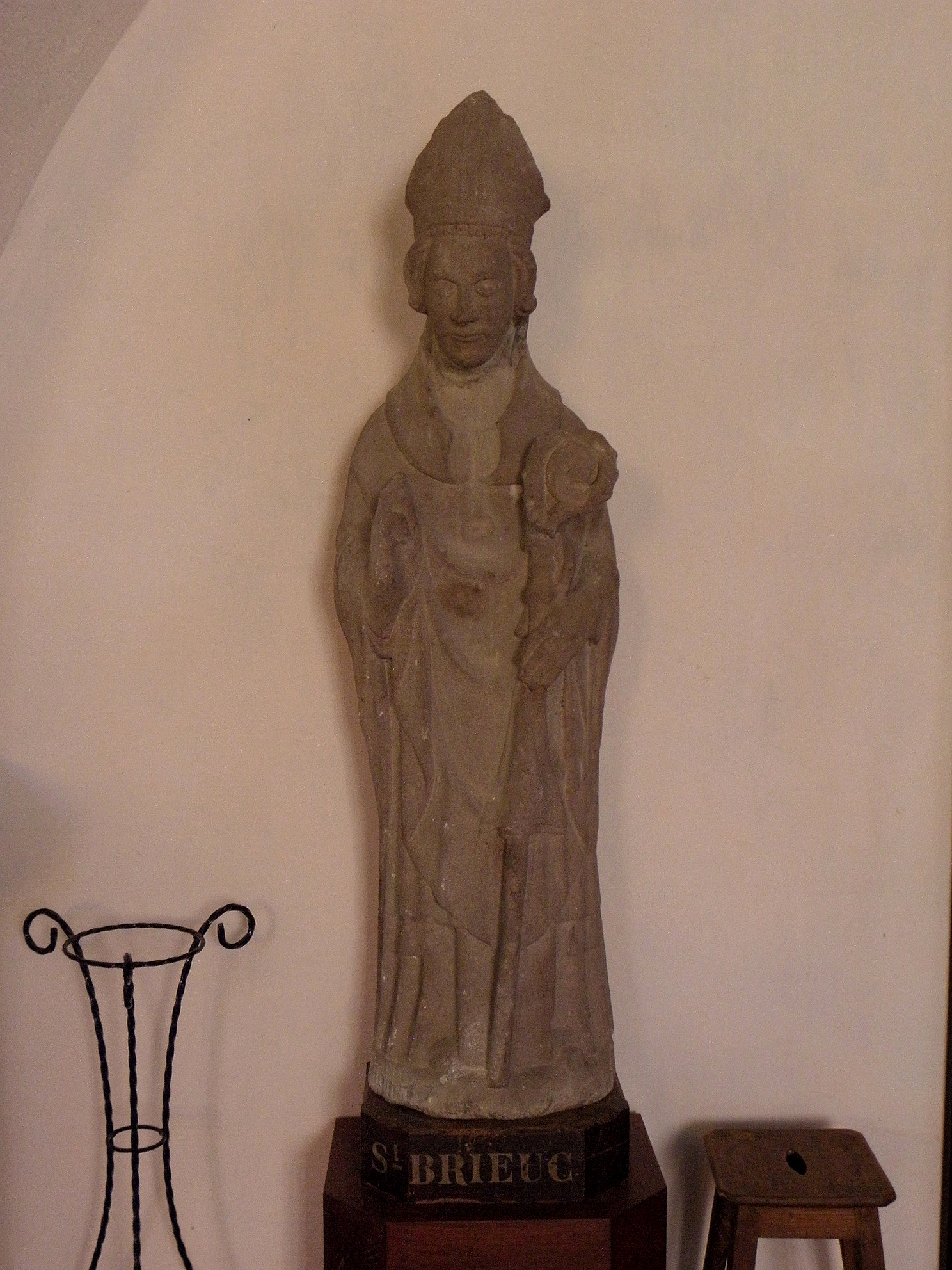
Statue de saint Brieuc, église de Saint-Brieuc-des-Iffs (Ille-et-Vilaine).

Selon la légende, alors qu'il regagne le soir son monastère avec plusieurs compagnons, ils sont cernés par une horde de loups menaçants qui se disposent en cercle autour d'eux. Il suffit que Brieuc lève la main pour que les loups se dispersent tranquillement et cessent d'inquiéter le groupe. C'est pourquoi le loup est un de ses attributs iconographiques.
Parfois, il est également représenté avec trois porte-monnaie à la ceinture, symbole de sa générosité pour les pauvres, ainsi qu'une crosse épiscopale bien que Saint-Brieuc n'ait été érigée en évêché qu'en 844 par Nominoe.

### Autres lieux
- Llandyfriog (Lann Brioc) au pays de Galles serait un monastère fondé par Brieuc,
- Le village de St Briavels, St-Briavel's, dans le comté de Gloucestershire. St-Briavel's aurait donné en breton Brimael, puis Brivel.
- La paroisse civile de Sant Breock en Cornouailles britannique[15]. Les villages de Saint-Breock, de même que Saint-Tudy (très proche), n'auraient été créés qu'au Xe siècle vers 913-920, à la suite de la dispersion de la population (habitants et moines) devant les raids scandinaves en Bretagne, à partir de Loctudy (alias Saint-Tudy) et de Plonivel (alias Saint-Brioc), vers Saint-Tudy et Saint-Breok, en Cornouailles britannique (Cornwall) près de Tintagel.
- Le village de Plonivel, paroisse-mère de Loctudy, près de Pont-l'Abbé en Finistère. À la suite de l'émigration britonne de saint Briavel (alias Brieuc) en Armorique, c'est le nom Brivael qui est à l'origine de Plonivel. Précédée du breton Ploe, la forme Brimael a subi une mutation et le nom devenu Ploevrimael, s'est trouvé réduit ensuite à Ploerimael, pour devenir Ploenivael, puis Plonivel. L'éponyme de Plonivel et son saint patron Brieuc sont donc un seul et même personnage[16]. La chapelle Saint-Brieuc, ancienne église paroissiale de la paroisse de Plonivel, désormais disparue, est maintenant dans la commune de Plobannalec-Lesconil (Finistère).
- Le village de Briec en Cornouaille armoricaine, près de Quimper.
- Le village de Saint-Brieuc-de-Mauron dans le Morbihan.
- Le village de Saint-Brieuc-des-Iffs, en Ille-et-Vilaine,
- Une ville du Canada, dans la Saskatchewan, qui porte le nom de Saint Brieux, a été fondée par des émigrés bretons.